# (35866) 1999 JM68
1999 JM68 (asteroide 35866) é um asteroide da cintura principal. Possui uma excentricidade de 0.06423310 e uma inclinação de 7.42286º.
Este asteroide foi descoberto no dia 12 de maio de 1999 por LINEAR em Socorro.